# Миконос (град)
Миконос или Хора (на гръцки: Μύκονος, Xώρα) е главният град на цикладския остров Миконос, Гърция. Населението му е 3783 жители (според данни от 2011 г.).